# Creüsa (van Korinthe)
Creüsa (Grieks Κρε(ί)ουσα, letterlijk heerseres, vorstin) was een dochter van de Korinthische koning Creon. Door sommige schrijvers wordt zij ook wel Glauce (Grieks Γλαυκή) genoemd.
Nadat Jason en Medea in Korinthe waren komen wonen, kreeg Jason de kans om koning van de stad te worden. Daarvoor moest hij evenwel van Medea scheiden en met de koningsdochter Creüsa trouwen. De diep beledigde Medea, die zelf veel had opgegeven omwille van Jason, verijdelde dit verstandshuwelijk echter door de jonge bruid, onder het voorwendsel van berusting, een met een gevaarlijke stof geïmpregneerd bruidskleed ten geschenke te zenden. Zodra Creüsa dit bruidskleed aantrok begon het te branden, waardoor niet alleen zijzelf maar ook haar vader op gruwelijke wijze in de vlammen omkwam. 
De bekendste beschrijving van dit verhaal is te vinden in de tragedie Medea van Euripides.